# Октомври
 Тази статия е за месеца.  За филма вижте Октомври (филм).  
Октомври е името на десетия месец от годината според Григорианския календар и има 31 дни.

## Етимология
Името му произлиза от латинското october (осми), тъй като е осмият месец според римския календар, който започва през март. С въвеждането на юлианския календар за начало на годината се определя датата 1 януари и октомври става десетият месец.
Старото славянско име на месеца е било  (листопад), тъй като през този месец листата на дърветата започват да падат.
Прабългарите наричали този месец елем.

## Метеорология
Октомври е единият от двата типично есенни месеца (другият е ноември). Понякога през първата му половина се наблюдава така нареченото циганско лято с максимални температури между 18 и 23 – 24 °C и предимно слънчево време. По-често обаче още от своето начало октомври е по-скоро дъждовен, с преобладаващ северозападен пренос на въздушни маси. През първата му половина температурите най-често са между 15 и 20, по Черноморието – 18 – 21, в планините между 11 – 16, по най-високите върхове все още малко над нулата – между 2 и 5 – 6 °C. Минималните температури също се понижават и в повечето райони вече падат до стойности между 5 и 10 °C, по Черноморието около 12 – 13 °C, на места в затворените котловини между 1 и 3 °C, и там се образуват първите слани. След 16 – 17 октомври вече започва да се появява и североизточен пренос на студени, арктични въздушни маси. Поради това температурите през този период вече доста рядко превишават 16 – 17 °C, което се случва най-вече в югозападните райони. За сметка на това в Северна България температурите са най-често между 12 и 15 °C, по морския бряг 13 – 16 °C. В планините вече е студено – между 4 и 9 °C, по най-високите върхове температурите са от -4 до 0 – 1 °C и съответно се наблюдава първият сняг на надморска височина над 1800 – 2000 метра. Сутрешните температури също трайно се понижават и са най-често от 3 до 8 °C, по Черноморието – между 7 и 10, на места по високите полета и в затворените котловини – около -2 – 0 °C. Слани се образуват на все повече места.

## Събития
- Месец октомври е обявен за Международен месец за борба с рака на гърдата
- Първият понеделник от месеца е Световен ден на местообитанията - „Градове без бедняшки квартали“ (от 1986 г., ООН)
- Всяка година в първия петък на октомври е Международен ден на усмивката
- Втората сряда на месеца е Международен ден за намаляване на природните бедствия (от 2002 г., ООН)
- Вторият четвъртък на октомври - Световен ден на зрението (Световна здравна организация)
- Седмицата, включваща 15 октомври всяка година е Европейска седмица на местната демокрация (Съвет на Европа)
- 24 - 30 октомври - Седмица на разоръжаването (от 1978 г., ООН)

## Любопитно
- Месец октомври започва и свършва със същия ден от седмицата, с който и януари, когато не е високосна година.